# Herois (film)
Pour les autres significations, voir Héroïs.
Pour plus de détails, voir Fiche technique et Distribution.
Herois est un drame catalan réalisé par Pau Freixas et sorti en 2010.

## Synopsis
Un jeune homme, œuvrant dans le domaine de la publicité et ayant une vie personnelle peu active, se retrouve dans une course contre la montre afin de se rendre à une importante réunion d'affaires. Durant son périple, il rencontre une femme avec laquelle il ne partage environ rien en commun. Ils se remémoreront le moment le plus mythique et émotionnel de leur enfance: le dernier été passé avec leur groupe d'amis.

## Fiche technique
- Titre : Herois
- Réalisation : Pau Freixas
- Scénario : Albert Espinosa, Pau Freixas
- Costumes : Núria Anglada
- Photographie : Julián Elizalde
- Montage : Jaume Martí
- Production : Aitana de Val, Luis de Val, Pedro Figuero
- Sociétés de production : Media Films, Televisió de Catalunya
- Pays d'origine :  Espagne
- Langue originale : catalan
- Genre : drame
- Durée : 105 minutes
- Date de sortie : 2010

## Distribution
- Eva Santolaria : Cristina
- Àlex Brendemühl : Sala
- Ferran Rull : Xavi
- Àlex Monner : Ekaitz
- Mireia Vilapuig : Cristo
- Joan Sorribes : Roth
- Marc Balaguer : Colo
- Emma Suárez : Gloria
- Lluís Homar : Lluís
- Albert Adrià : Óscar
- Nerea Camacho : Elena
- Anna Lizaran : Àvia Men
- Constantino Romero : Ioda
- Montse Pérez : Mère de Colo
- David Fernández : Père de Colo
- Elsa Anka : Mère de Cristo

## Distinctions

### Récompenses
- 2010
  - Prix du public au 13e Festival du cinéma de Màlaga
  - Meilleurs costumes 13e Festival du cinéma de Màlaga

### Nominations
- 2011
  - 3e Gala des Prix Gaudí : Meilleur film en catalan
  - 3e Gala des Prix Gaudí : Meilleur réalisateur (Pau Freixas)
  - 3e Gala des Prix Gaudí : Meilleur scénario (Pau Freixas et Albert Espinosa)
  - 3e Gala des Prix Gaudí : Meilleur acteur de soutien (Lluís Homar)
  - 3e Gala des Prix Gaudí : Meilleure photographie (Julián Elizalde)
  - 3e Gala des Prix Gaudí : Meilleure musique (Arnau Bataller)
  - 3e Gala des Prix Gaudí : Meilleur montage (Jaume Martí)
  - 3e Gala des Prix Gaudí : Meilleur son (Ferran Mengod, Marc Orts et Marisol Nievas)
  - 3e Gala des Prix Gaudí : Meilleure directeur artistique (Joan Sabaté)
  - 3e Gala des Prix Gaudí : Meilleure directrice de production (Inés Font)